# Tachina pingbian
Tachina pingbian är en tvåvingeart som beskrevs av Chao och Arnaud 1993. Tachina pingbian ingår i släktet Tachina och familjen parasitflugor.
Artens utbredningsområde är Yunnan (Kina). Inga underarter finns listade i Catalogue of Life.